# 1590 w polityce

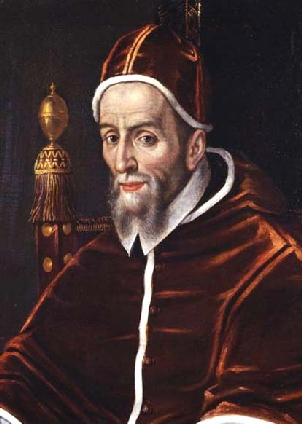
Urban VII

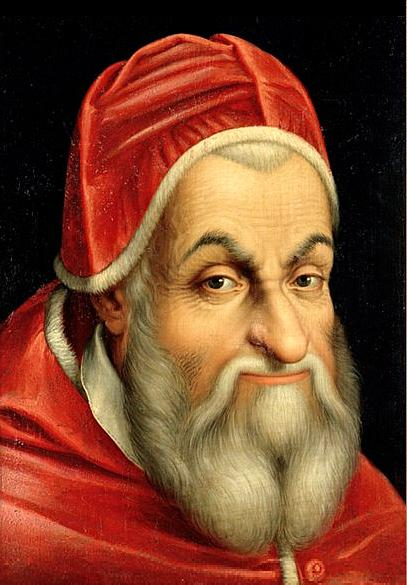
Sykstus V

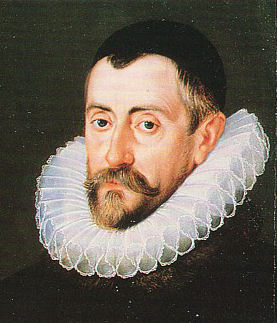
Francis Walsingham

Wydarzenia polityczne w 1590 roku.

## Zmarli
- 6 kwietnia Francis Walsingham, doradca królowej Elżbiety I Tudor[1].
- 27 sierpnia Sykstus V, papież[2].
- 27 września Urban VII, papież[3].